# نور یدسیا
نور یدسیا (به ارمنی: Նոր Եդեսիա) یک روستا است در ارمنستان که در استان آراگاتسوتن واقع شده‌است.  در  کیلومتری شمال آشتاراک، مرکز استان آراگاتسوتن واقع شده است.

## خصوصیات
نور یدسیا ۹۸۲ نفر جمعیت دارد و در ارتفاع  متر بالاتر از سطح دریا قرار گرفته است.